# نظام التعليم الحكومي في مقاطعة موبيل
النظام التعليمي العام لمقاطعة موبيل (Mobile County Public School System, MCPSS) هو منطقة تعليمية تتضمن عدة مدارس في مقاطعة موبيل.

## تعليم
- مقاطعة موبيل

## وصلات خارجية
- النظام التعليمي العام لمقاطعة موبيل (بالإنجليزية)
  - Arabic

(بالعربية)